# Ana Belén
María del Pilar Cuesta Acosta, beter bekend als Ana Belén, (Madrid, 27 mei 1951) is een Spaanse zangeres en actrice.

## Biografie
Ana Belén werd geboren als María del Pilar Cuesta Acosta in de Madrileense calle del Oso (Berenstraat) in de wijk Lavapiés. 's Zomers bracht ze haar jeugd door in Cabezuela, nabij Segovia, een dorp waar haar vader en grootmoeder vandaan kwamen. Daar acteerde ze voor het eerst en trad ze ook voor het eerst op voor een groot publiek. Op haar 10e nam ze deel aan een concours voor Radio España, waar ze Todo vale zong. Ze won dat jaar niet, maar het jaar daarop wel met het liedje La flor de la canela.
Na zanglessen genomen te hebben, begon ze op haar 15e te werken voor Radio Madrid waar ze Rocío Dúrcal verving. Ze werd steeds belangrijker bij publieke optredens en was een kindsterretje, net als anderen van die tijd.
Haar eerste optreden op het witte doek was in de film Zampo y yo, onder regie van Luis Lucia Mingarro. De film werd geen succes. Later speelde ze onder andere in het stuk Numancia van Cervantes.

## Discografie (selectie)
- 1965
  - Zampo y yo
  - Qué difícil es tener 18 años
- 1975
  - Calle del Oso
- 1976
  - La paloma del vuelo popular
- 1979
  - Ana
  - Lo mejor de Ana Belén
- 1981
  - Ana Belén (in het Italiaans)
- 1982
  - Ana el Río
  - Ana Belén (in het Portugees)
- 1989
  - 26 grandes canciones y una nube blanca
  - Rosa de amor y fuego
- 1991
  - Como una novia
- 1993
  - Veneno para el corazón
- 1998
  - Lorquiana. Canciones populares de Federico García Lorca
  - Lorquiana. Poemas de Federico García Lorca
- 1999
  - Cantan a Kurt Weill (met Miguel Ríos)
  - Ana Belén en Argentina
- 2001
  - Peces de ciudad van Joaquín Sabina
  - Dos en la carretera samen met Víctor Manuel
- 2003
  - Viva L'Italia
- 2005
  - Una canción me trajo aquí met Víctor Manuel
- 2007
  - Anatomía

## Filmografie (selectie)
| Jaar | Film                                      | Regisseur                                        | Opmerkingen                                                         |
| ---- | ----------------------------------------- | ------------------------------------------------ | ------------------------------------------------------------------- |
| 1965 | Zampo y yo                                | Luis Lucía                                       |                                                                     |
| 1972 | Morbo                                     | Gonzalo Suárez                                   | Samen met haar echtgenoot Víctor Manuel                             |
| 1974 | Tormento                                  | Pedro Olea                                       | Met Concha Velasco en Paco Rabal                                    |
| 1980 | Cuentos eróticos                          | Jaime Chavarri, Josefina Molina, Fernando Colomo |                                                                     |
| 1982 | La colmena                                | Mario Camus                                      |                                                                     |
| 1985 | La corte de Faraón                        | José Luis García Sánchez                         | Met Fernando Fernán Gómez, Agustín González en Antonio Banderas     |
| 1986 | Adiós Pequeña                             | Imanol Ulribe                                    | Met Fabio Testi, Juan Echanove en Nacho Martínez                    |
| 1991 | Cómo ser mujer y no morir en el intento   | Ana Belén                                        | Haar regiedebuut waarin ze zong met Carmen Maura en Antonio Resines |
| 1994 | La pasión turca                           | Vicente Aranda                                   |                                                                     |
| 1996 | Libertarias                               | Vicente Aranda                                   |                                                                     |
| 1996 | El amor perjudica seriamente la salud     | Manuel Gómez Pereira                             | Met Juanjo Puigcorbé, Gabino Diego en Penélope Cruz                 |
| 2004 | Cosas que hacen que la vida valga la pena | Manuel Gómez Pereira                             | Met Eduard Fernández                                                |
| 2016 | La reina de España                        | Fernando Trueba                                  |                                                                     |

## Theater (selectie)
- Numancia (1966)
- El rey Lear (1967)
- Don Juan Tenorio (1968)
- Los niños (1970)
- Antígona (1975)
- La casa de Bernarda Alba (1984/1985)
- Hamlet (1989)
- El mercader de Venecia (1992)
- La gallarda (1992)
- La bella Helena (1995/1996)
- Defensa de dama (2002)
- Diatriba de amor contra un hombre sentado (2004/2005)
- Fedra (2007)

## Prijzen (selectie)
- 1971 - beste tv-actrice (Estudio 1: Retablo de las mocedades del Cid) - Fotogramas de Plata
- 1979 - beste zangeres (Ana) - Fotogramas de Plata
- 1980 - beste tv-actrice (Fortunata y Jacinta) - Fotogramas de Plata
- 1980 - beste tv-actrice (Fortunata y Jacinta) - TP de Oro
- 1995 - gouden medaille van de filmacademie
- 1995 - beste theater-actrice (La bella Helena) - Fotogramas de Plata
- 1996 - Cadena Dial-prijs
- 1997 - beste solozangeres (Carlos Gardel-prijs)
- 1997 - beste actrice (El amor perjudica seriamente la salud) - Festival van Peñíscola
- 2000 - William Layton-prijs
- 2001 - Vrouw van het jaar - tijdschrift Elle
- 2004 - beste actrice (Cosas que hacen que la vida valga la pena) - Festival van Montecarlo
- 2006 - Málaga-prijs (Filmfestival van Málaga)